# Västra Åssjön
Västra Åssjön är en sjö i Malung-Sälens kommun i Dalarna och ingår i Göta älvs huvudavrinningsområde. Sjön har en area på 0,6 kvadratkilometer och ligger 426,9 meter över havet. Sjön avvattnas av vattendraget Åssjöälven.

## Delavrinningsområde
Västra Åssjön ingår i det delavrinningsområde (671472-137031) som SMHI kallar för Utloppet av Västra Åssjön. Medelhöjden är 491 meter över havet och ytan är 27,52 kvadratkilometer. Det finns inga avrinningsområden uppströms utan avrinningsområdet är högsta punkten. Åssjöälven som avvattnar avrinningsområdet har biflödesordning 3, vilket innebär att vattnet flödar genom totalt 3 vattendrag innan det når havet efter 413 kilometer. Avrinningsområdet består mestadels av skog (50 procent) och sankmarker (45 procent). Avrinningsområdet har 0,71 kvadratkilometer vattenytor vilket ger det en sjöprocent på 2,6 procent.